# Quán tính
Quán tính là tính chất đặc trưng cho sự cản trở của các đối tượng có khối lượng đối với bất kỳ sự thay đổi nào về vận tốc của nó.
Quán tính là một trong những biểu hiện cơ bản của khối lượng, là một tính chất định lượng của các hệ vật chất. Isaac Newton đã định nghĩa quán tính là định luật đầu tiên của ông trong cuốn Philosophiæ Naturalis Principia Mathematica, trong đó tuyên bố:
Sức mạnh của vật chất, hay lực bẩm sinh của vật chất, là một sức mạnh kháng cự mà mọi cơ thể, kể cả khi nằm trong nó, đều cố gắng duy trì trạng thái hiện tại của nó, cho dù nó ở trạng thái nghỉ ngơi hay chuyển động đồng đều về phía trước theo một đường thẳng.

Trong cách sử dụng phổ biến, thuật ngữ "quán tính" có thể đề cập đến "lực cản thay đổi vận tốc" của một vật thể hoặc cho các thuật ngữ đơn giản hơn, "lực cản đối với sự thay đổi chuyển động" (được định lượng bằng khối lượng của nó) hoặc đôi khi là động lượng, tùy thuộc vào ngữ cảnh. Thuật ngữ "quán tính" được hiểu đúng hơn là viết tắt của "nguyên lý quán tính" như được Newton mô tả trong định luật chuyển động đầu tiên của ông: một vật không chịu bất kỳ ngoại lực thuần nào sẽ chuyển động với vận tốc không đổi. Vì vậy, một vật thể sẽ tiếp tục chuyển động với vận tốc hiện tại của nó cho đến khi một lực nào đó làm cho tốc độ hoặc hướng của nó thay đổi.
Trên bề mặt Trái đất, quán tính thường bị che bởi lực hấp dẫn và tác động của lực ma sát và lực cản của không khí, cả ba đều có xu hướng làm giảm tốc độ của các vật chuyển động (thường là đến điểm dừng lại). Điều này đã đánh lừa triết gia Aristotle khi tin rằng các vật thể sẽ chỉ chuyển động khi có lực tác dụng lên chúng.
Nguyên lý quán tính là một trong những nguyên lý cơ bản trong vật lý cổ điển vẫn được sử dụng cho đến ngày nay để mô tả chuyển động của các vật thể và cách chúng bị ảnh hưởng bởi các lực tác dụng lên chúng.

## Lịch sử phát triển khái niệm

### Hiểu biết ban đầu về chuyển động
Trước thời kỳ Phục hưng, lý thuyết chuyển động được chấp nhận rộng rãi nhất trong triết học phương Tây dựa trên Aristotle, người vào khoảng năm 335 trước Công nguyên đến năm 322 trước Công nguyên đã nói rằng, trong trường hợp không có động cơ bên ngoài, tất cả các vật thể (trên Trái đất) sẽ dừng lại và rằng các vật đang chuyển động chỉ tiếp tục chuyển động chừng nào có một sức mạnh gây ra cho chúng. Aristotle giải thích chuyển động liên tục của các viên đạn, được tách ra khỏi máy chiếu của chúng, bởi tác động của môi trường xung quanh, tiếp tục chuyển động của đường đạn theo một cách nào đó. Aristotle kết luận rằng chuyển động mãnh liệt như vậy trong khoảng không là không thể.
Bất chấp sự chấp nhận chung của nó, khái niệm chuyển động của Aristotle đã bị các nhà triết học nổi tiếng tranh cãi nhiều lần trong gần hai thiên niên kỷ. Ví dụ, Lucretius (theo sau, có lẽ là Epicurus) đã nói rằng "trạng thái mặc định" của vật chất là chuyển động, không phải là ngưng trệ. Vào thế kỷ thứ 6, John Philoponus đã chỉ trích sự mâu thuẫn giữa cuộc thảo luận của Aristotle về đường đạn, nơi phương tiện giữ đường đạn và cuộc thảo luận của ông về khoảng không, nơi phương tiện cản trở chuyển động của cơ thể. Philoponus đề xuất rằng chuyển động không được duy trì bởi tác động của môi trường xung quanh, mà bởi một số đặc tính được truyền cho vật thể khi nó chuyển động. Mặc dù đây không phải là khái niệm quán tính hiện đại, vì vẫn cần một sức mạnh để giữ một cơ thể chuyển động, nó đã chứng tỏ một bước cơ bản theo hướng đó. Quan điểm này đã phản đối mạnh mẽ bởi Averroes và nhiều kinh viện triết gia ủng hộ Aristotle. Tuy nhiên, quan điểm này không bị thách thức trong thế giới Hồi giáo, nơi Philoponus đã có một số người ủng hộ, những người đã phát triển thêm ý tưởng của mình.
Trong thế kỷ 11, nhà bác học người Ba Tư Ibn Sina (Avicenna) tuyên bố rằng một viên đạn trong chân không sẽ không dừng lại trừ khi có lực tác động lên nó.

### Lý thuyết về động lực
Vào thế kỷ 14, Jean Buridan đã bác bỏ quan điểm cho rằng một đặc tính tạo ra chuyển động, mà ông đặt tên là động lực, sẽ tiêu tan một cách tự nhiên. Quan điểm của Buridan là một vật thể chuyển động sẽ bị bắt giữ bởi lực cản của không khí và trọng lượng của cơ thể chống lại lực đẩy của nó. Buridan cũng duy trì rằng động lực tăng dần theo tốc độ; do đó, ý tưởng ban đầu của ông về động lực giống với khái niệm hiện đại về động lượng. Mặc dù những điểm tương đồng rõ ràng để những ý tưởng hiện đại hơn của quán tính, Buridan thấy lý thuyết của ông như chỉ có một thay đổi triết lý cơ bản của Aristotle, duy trì nhiều người khác có quan điểm thuộc về triết học, trong đó có niềm tin rằng vẫn còn một sự khác biệt cơ bản giữa một đối tượng trong chuyển động và một đối tượng ở phần còn lại. Buridan cũng tin rằng xung lực có thể không chỉ là tuyến tính mà còn có thể là hình tròn trong tự nhiên, khiến các vật thể (chẳng hạn như các thiên thể) chuyển động theo đường tròn.
Suy nghĩ của Buridan được tiếp nối bởi học trò của ông là Albert ở Sachsen (1316–1390) và các thành viên nhóm Máy tính của Oxford, những người đã thực hiện nhiều thí nghiệm khác nhau làm suy yếu thêm quan điểm cổ điển của Aristoteles. Đến lượt mình, công trình nghiên cứu của họ lại được Nicole Oresme, người đi tiên phong trong việc chứng minh các định luật chuyển động dưới dạng đồ thị.
Không lâu trước lý thuyết quán tính của Galileo, Giambattista Benedetti đã sửa đổi lý thuyết động lực ngày càng tăng để chỉ liên quan đến chuyển động thẳng:
"...[Any] portion of corporeal matter which moves by itself when an impetus has been impressed on it by any external motive force has a natural tendency to move on a rectilinear, not a curved, path."

Benedetti trích dẫn chuyển động của một tảng đá trong một rãnh trượt như một ví dụ về chuyển động thẳng vốn có của các vật thể, bị ép thành chuyển động tròn.

### Quán tính cổ điển
Theo nhà sử học khoa học Charles Coulston Gillispie, quán tính "bước vào khoa học như một hệ quả vật lý của việc hình học hóa vật chất không gian của Descartes, kết hợp với tính bất biến của Chúa." 

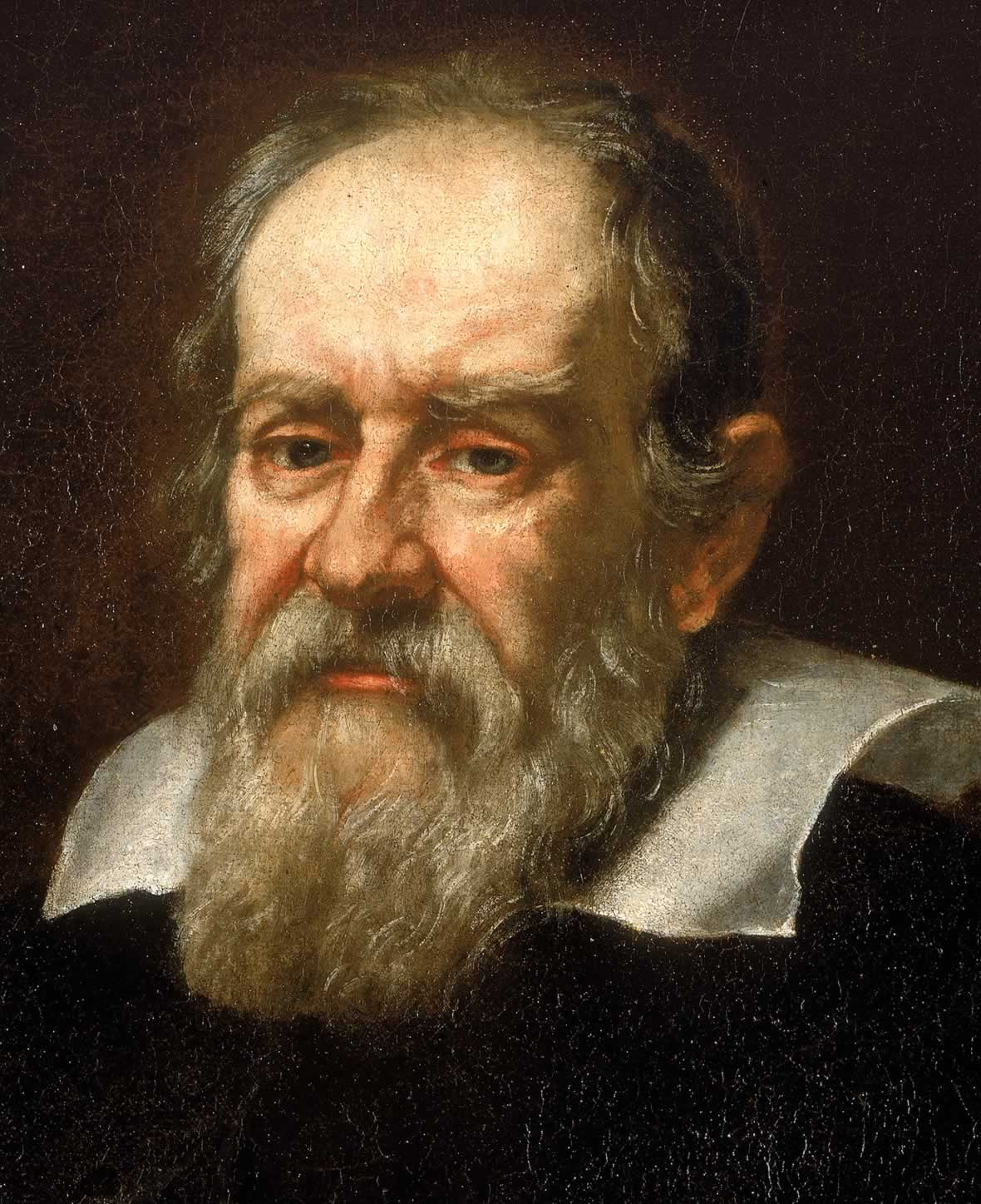
Galileo Galilei

Nguyên lý quán tính, có nguồn gốc từ Aristotle cho "chuyển động trong khoảng không", nói rằng một vật có xu hướng chống lại sự thay đổi chuyển động. Theo Newton, một vật thể sẽ đứng yên hoặc chuyển động (tức là duy trì vận tốc của nó) trừ khi bị tác động bởi một ngoại lực thuần, cho dù nó là kết quả của lực hấp dẫn, ma sát, tiếp xúc hay một số lực khác. Sự phân chia chuyển động của Aristoteles thành trần tục và thiên thể ngày càng trở nên khó khăn khi đối mặt với kết luận của Nicolaus Copernicus vào thế kỷ 16, người đã lập luận rằng Trái đất không bao giờ dừng lại, mà thực sự chuyển động liên tục quanh Mặt trời. Galileo, trong quá trình phát triển thêm mô hình Copernicus, đã nhận ra những vấn đề này với bản chất chuyển động được chấp nhận lúc bấy giờ và kết quả là, ít nhất một phần, đã đưa sự tái hiện mô tả của Aristotle về chuyển động trong khoảng trống như một nguyên lý vật lý cơ bản:
- Một vật thể chuyển động trên bề mặt bằng phẳng sẽ tiếp tục theo cùng một hướng với tốc độ không đổi trừ khi bị xáo trộn.[16]

Galileo viết rằng "tất cả các trở lực bên ngoài bị loại bỏ, một vật thể nặng trên bề mặt hình cầu đồng tâm với trái đất sẽ tự duy trì trạng thái như trước đó; nếu được đặt trong chuyển động về phía tây (ví dụ), nó sẽ tự duy trì ở trạng thái đó chuyển động. "  Khái niệm này được các nhà sử học gọi là "quán tính tròn" hoặc "quán tính tròn nằm ngang", là tiền thân của, nhưng khác với khái niệm của Newton về quán tính trực tuyến. Đối với Galileo, một chuyển động là " nằm ngang " nếu nó không mang vật thể chuyển động về phía hoặc ra khỏi tâm trái đất, và đối với ông, "một con tàu, chẳng hạn, đã từng nhận được một động lực nào đó qua vùng biển yên tĩnh, sẽ chuyển động liên tục trên địa cầu của chúng ta mà không bao giờ dừng lại. " 
Cũng cần lưu ý rằng Galileo sau này (năm 1632) đã kết luận rằng dựa trên tiền đề quán tính ban đầu này, không thể phân biệt được sự khác biệt giữa một vật chuyển động và một vật đứng yên nếu không có một số tham chiếu bên ngoài để so sánh với nó. Quan sát này cuối cùng đã trở thành cơ sở để Albert Einstein phát triển lý thuyết tương đối hẹp.
Nhà vật lý đầu tiên thoát ly hoàn toàn khỏi mô hình chuyển động của Aristotle là Isaac Beeckman vào năm 1614.
Khái niệm quán tính trong các tác phẩm của Galileo sau này được Isaac Newton tinh chỉnh, sửa đổi và hệ thống hóa như là định luật đầu tiên trong số các Định luật chuyển động của ông (được xuất bản lần đầu trong công trình của Newton, Philosophiae Naturalis Principia Mathematica, năm 1687):
- Mọi vật thể đều tồn tại trong trạng thái nghỉ ngơi, hoặc chuyển động đều theo một đường thẳng, trừ khi nó bị buộc phải thay đổi trạng thái đó bởi các lực tác động lên nó.[24]

Kể từ khi xuất bản lần đầu, Định luật Chuyển động của Newton (và bao gồm cả định luật đầu tiên này) đã trở thành cơ sở cho ngành vật lý được gọi là cơ học cổ điển.
Thuật ngữ "quán tính" được Johannes Kepler đưa ra lần đầu tiên trong Epitome Astronomiae Copernicanae  (xuất bản thành ba phần từ 1617–1621); tuy nhiên, ý nghĩa của thuật ngữ Kepler (mà ông bắt nguồn từ từ tiếng Latinh có nghĩa là "sự lười biếng" hoặc "sự lười biếng") không hoàn toàn giống với cách giải thích hiện đại của nó. Kepler định nghĩa quán tính chỉ về lực cản đối với chuyển động, một lần nữa dựa trên giả định rằng nghỉ ngơi là một trạng thái tự nhiên không cần giải thích. Mãi cho đến khi công trình sau này của Galileo và Newton thống nhất giữa chuyển động và nghỉ ngơi trong một nguyên lý thì thuật ngữ "quán tính" mới có thể được áp dụng cho những khái niệm này như ngày nay.
Tuy nhiên, mặc dù đã định nghĩa khái niệm một cách tinh tế trong các định luật chuyển động của mình, nhưng ngay cả Newton cũng không thực sự sử dụng thuật ngữ "quán tính" để chỉ Định luật thứ nhất của mình. Trên thực tế, ban đầu, Newton xem hiện tượng mà ông mô tả trong Định luật Chuyển động Đầu tiên của mình là do "lực bẩm sinh" vốn có trong vật chất, chống lại mọi gia tốc. Với quan điểm này, và vay mượn từ Kepler, Newton đã gán thuật ngữ "quán tính" có nghĩa là "lực bẩm sinh sở hữu bởi một vật thể chống lại những thay đổi trong chuyển động"; do đó, Newton định nghĩa "quán tính" có nghĩa là nguyên nhân của hiện tượng, hơn là bản thân hiện tượng. Tuy nhiên, những ý tưởng ban đầu của Newton về "lực điện trở bẩm sinh" cuối cùng đã trở thành vấn đề vì nhiều lý do, và do đó hầu hết các nhà vật lý không còn nghĩ đến những thuật ngữ này nữa. Vì không có cơ chế thay thế nào được chấp nhận một cách dễ dàng, và hiện nay người ta thường chấp nhận rằng có thể không có một cơ chế nào mà chúng ta có thể biết được, thuật ngữ "quán tính" có nghĩa đơn giản là bản thân hiện tượng, thay vì bất kỳ cơ chế cố hữu nào. Do đó, cuối cùng, "quán tính" trong vật lý cổ điển hiện đại đã trở thành tên gọi của cùng một hiện tượng được mô tả bởi Định luật Chuyển động Thứ nhất của Newton, và hai khái niệm hiện được coi là tương đương.

### Thuyết tương đối
Lý thuyết tương đối hẹp của Albert Einstein, như được đề xuất trong bài báo năm 1905 của ông có tựa đề " Về điện động lực học của các vật thể chuyển động ", được xây dựng dựa trên sự hiểu biết về hệ quy chiếu quán tính do Galileo và Newton phát triển. Trong khi lý thuyết mang tính cách mạng này đã thay đổi đáng kể ý nghĩa của nhiều khái niệm Newton như khối lượng, năng lượng và khoảng cách, khái niệm quán tính của Einstein vẫn không thay đổi so với ý nghĩa ban đầu của Newton. Tuy nhiên, điều này dẫn đến một hạn chế vốn có trong thuyết tương đối hẹp: nguyên lý tương đối chỉ có thể áp dụng cho hệ quy chiếu quán tính. Để giải quyết hạn chế này, Einstein đã phát triển thuyết tương đối rộng của mình ("Nền tảng của Thuyết tương đối rộng", năm 1916), đưa ra một lý thuyết bao gồm các hệ quy chiếu không quán tính (có gia tốc).

## Quán tính quay
Một đại lượng liên quan đến quán tính là quán tính quay (→ momen quán tính), tính chất mà một vật cứng quay duy trì trạng thái chuyển động quay đều. Mômen động lượng của nó không thay đổi, trừ khi có mômen bên ngoài tác dụng; điều này còn được gọi là bảo toàn momen động lượng. Quán tính quay thường được coi là liên quan đến một vật cứng. Ví dụ, một con quay hồi chuyển sử dụng thuộc tính mà nó chống lại bất kỳ sự thay đổi nào trong trục quay.